# Дневник мотоциклисте (филм)
Дневник мотоциклисте (шп. Diarios de motocicleta) ја биографски филм снимљен 2004. године.
Филм приповеда причу о мотоциклистичком пропутовању Јужном Америком младог Ернеста „Че“ Геваре и његовог пријатеља Алберта Гранада (Alberto Granado). Гевара је касније постао чувени марксистички револуционар познатији као Че Гевара, и филм приказује постепени развој његових политичких назора, али његови револуционарни подвизи нису поменути осим у напомени на крају.
Филм је заснован на Гевариној књизи Дневник мотоциклисте и Гранадиној књизи „Са Чеом по Латинској Америци“ (шп. Con el Che por America Latina). Гевару игра мексички глумац Гаел Гарсија Бернал а Гранада аргентински глумац Родриго де ла Серна (Rodrigo de la Serna).
Филм је режирао бразилски режисер Валтер Салес док је сценарио написао порторикански драматург Хосе Ривера (José Rivera). Снимљен је у међународној копродукцији, у сарадњи продукцијских кућа из Аргентине, Сједињених Држава, Немачке, Уједињеног Краљевства, Чилеа, Перуа и Француске.
Извршни продуценти филма су били Роберт Редфорд, Пол Вебстера (Paul Webstera) и Ребека Јелдам (Rebecca Yeldham); продуценти су били Едгар Тененбаум (Edgard Tenenbaum), Мајкл Нозик (Michael Nozik) и Карен Тенкоф (Karen Tenkoff), док су копродуценти били Данијел Бурман (Daniel Burman) и Дијего Дубчовски (Diego Dubcovsky).